# マンサナーレス駅
マンサナーレス駅（マンサナーレスえき）は、スペイン・カスティーリャ＝ラ・マンチャ州シウダー・レアル県マンサナーレスにある鉄道駅。この駅で鉄道路線が分岐している。

## 鉄道設備

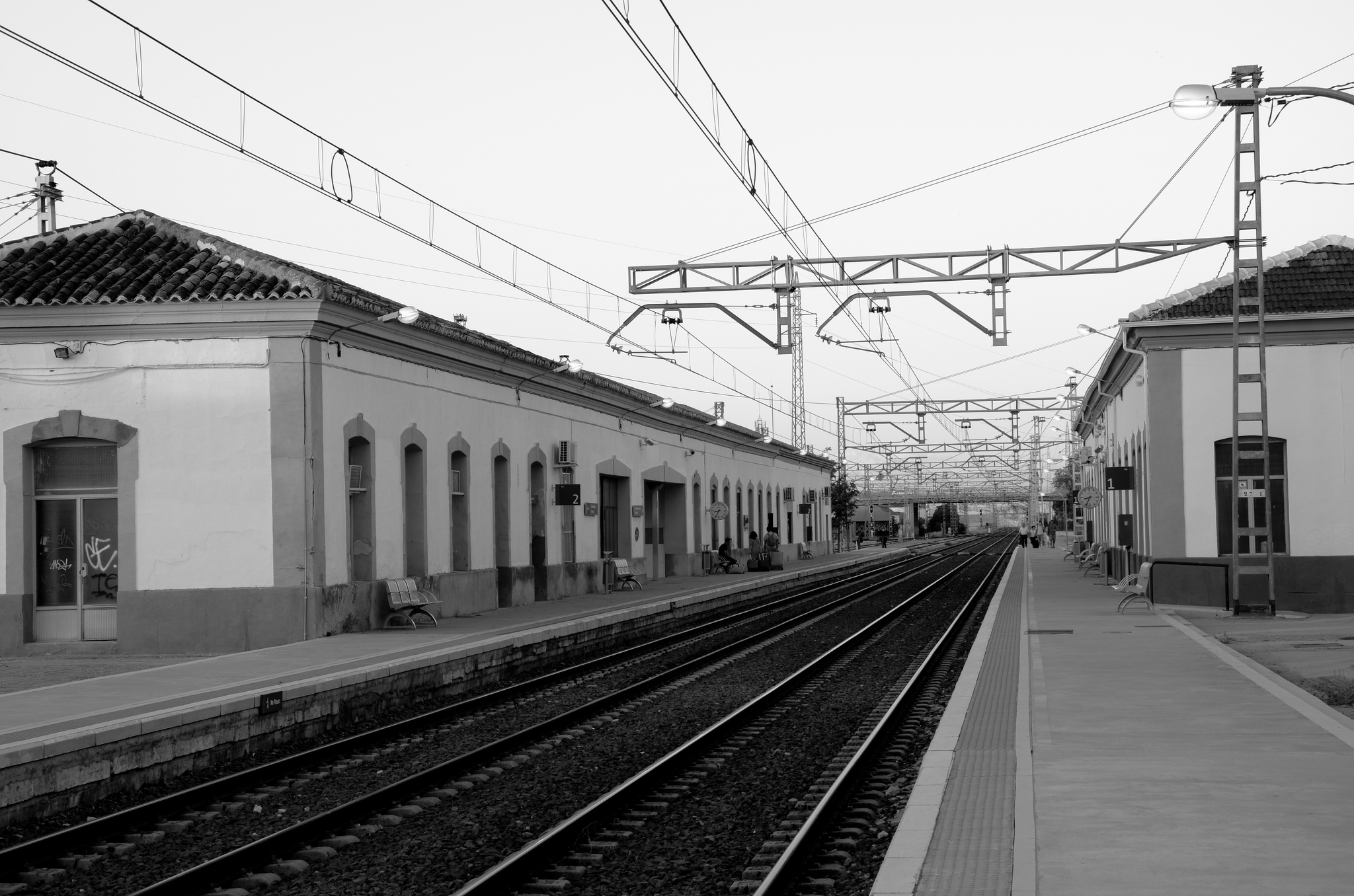
相対式2線2面のホーム

マンサナーレス駅は2線2面を有する地上駅であり、スペインの国有鉄道であるレンフェが所有する駅である。アルサカル・デ・サン・フアンとカディスを結ぶアルサカル・デ・サンフアン＝カディス線と、マンサナーレスとシウダー・レアルを結ぶマンサナーレス＝シウダー・レアル線が分岐する場所にある。
シウダー・レアル県の県都であるシウダー・レアルと鉄道路線で直結されている。シウダー・レアルにはスペインの高速鉄道であるAVEの路線があり、スペインの首都であるマドリードなどへ向かうことができる。一方で、アルサカル・デ・サン・フアン方面に向かうと、その先にスペインの首都であるマドリードへ向かう路線も存在する。

## 歴史
1860年7月1日、アルサカル・デ・サン・フアンから鉄道路線が延伸し、マンサナーレス駅が開業した。1862年4月21日、シウダー・レアルより先のコルドバへ向かう路線と接続された。
1941年には国有化されてレンフェの傘下に入った。